# Abborrtjärnen (Norrbärke socken, Dalarna)
Abborrtjärnen är en sjö i Smedjebackens kommun i Dalarna och ingår i Norrströms huvudavrinningsområde.